# Műkorcsolya az 1964. évi téli olimpiai játékokon
Az 1964. évi téli olimpiai játékokon a műkorcsolya versenyszámait Innsbruckban, az olimpiai jégcsarnokban rendezték meg január 29. és február 6. között.
1966-ban a Nemzetközi Olimpiai Bizottság megfosztotta a német  Marika Kilius–Hans-Jürgen Bäumler-párost az ezüstéremtől, mivel már az olimpia előtt szerződést kötöttek egy jégrevüvel, pedig ebben az időszakban még csak amatőrök indulhattak az olimpián, így a mögöttük végző kanadai és amerikai páros 1-1 helyezéssel előrébb lépett az olimpiai dobogón. 1987-ben az NSZK olimpiai bizottsága kezdeményezésére végül visszaadta a NOB a németek érmeit, de a többi – módosított – helyezést is helyben hagyta.

## Éremtáblázat
(A rendező nemzet eltérő háttérszínnel, az egyes számoszlopok legmagasabb értéke, vagy értékei vastagítással kiemelve.)
| Az 1964. évi téli olimpiai játékok éremtáblázata műkorcsolyában | Az 1964. évi téli olimpiai játékok éremtáblázata műkorcsolyában | Az 1964. évi téli olimpiai játékok éremtáblázata műkorcsolyában | Az 1964. évi téli olimpiai játékok éremtáblázata műkorcsolyában | Az 1964. évi téli olimpiai játékok éremtáblázata műkorcsolyában | Olimpia  |
| --------------------------------------------------------------- | --------------------------------------------------------------- | --------------------------------------------------------------- | --------------------------------------------------------------- | --------------------------------------------------------------- | -------- |
|                                                                 | Ország                                                          | Arany                                                           | Ezüst                                                           | Bronz                                                           | Összesen |
| 1.                                                              | Egyesült Német Csapat (EUA)                                     | 1                                                               | 1                                                               | 0                                                               | 2        |
| 2.                                                              | Hollandia (NED)                                                 | 1                                                               | 0                                                               | 0                                                               | 1        |
| 2.                                                              | Szovjetunió (URS)                                               | 1                                                               | 0                                                               | 0                                                               | 1        |
|                                                                 |                                                                 |                                                                 |                                                                 |                                                                 |          |
| 4.                                                              | Kanada (CAN)                                                    | 0                                                               | 1                                                               | 1                                                               | 2        |
| 5.                                                              | Ausztria (AUT)                                                  | 0                                                               | 1                                                               | 0                                                               | 1        |
| 5.                                                              | Franciaország (FRA)                                             | 0                                                               | 1                                                               | 0                                                               | 1        |
|                                                                 |                                                                 |                                                                 |                                                                 |                                                                 |          |
| 7.                                                              | Egyesült Államok (USA)                                          | 0                                                               | 0                                                               | 2                                                               | 2        |
|                                                                 |                                                                 |                                                                 |                                                                 |                                                                 |          |
| Összesen                                                        | Összesen                                                        | 3                                                               | 4                                                               | 3                                                               | 10       |

## Érmesek
| Az 1964. évi téli olimpiai játékok érmesei műkorcsolyában |                                                           |                                                                   |                                                        |
| Versenyszám                                               | Arany                                                     | Ezüst                                                             | Bronz                                                  |
| Férfi                                                     | Manfred Schnelldorfer · Egyesült Német Csapat (EUA)       | Alain Calmat · Franciaország (FRA)                                | Scott Allen · Egyesült Államok (USA)                   |
| Női                                                       | Sjoukje Dijkstra · Hollandia (NED)                        | Regine Heitzer · Ausztria (AUT)                                   | Petra Burka · Kanada (CAN)                             |
| Páros                                                     | Szovjetunió (URS) · Ljudmila Belouszova · Oleg Protopopov | Egyesült Német Csapat (EUA) · Marika Kilius · Hans-Jürgen Bäumler | Egyesült Államok (USA) · Vivian Joseph · Ronald Joseph |
| Páros                                                     | Szovjetunió (URS) · Ljudmila Belouszova · Oleg Protopopov | Kanada (CAN) · Debbi Wilkes · Guy Revell                          | Egyesült Államok (USA) · Vivian Joseph · Ronald Joseph |